# David Tyšler
David Abramovič Tyšler (Cherson, 13 luglio 1927 – Mosca, 7 giugno 2014) è stato uno schermidore sovietico, vincitore di una medaglia di bronzo nella scherma ai giochi olimpici del 1956.